# Grotte de Buontalenti

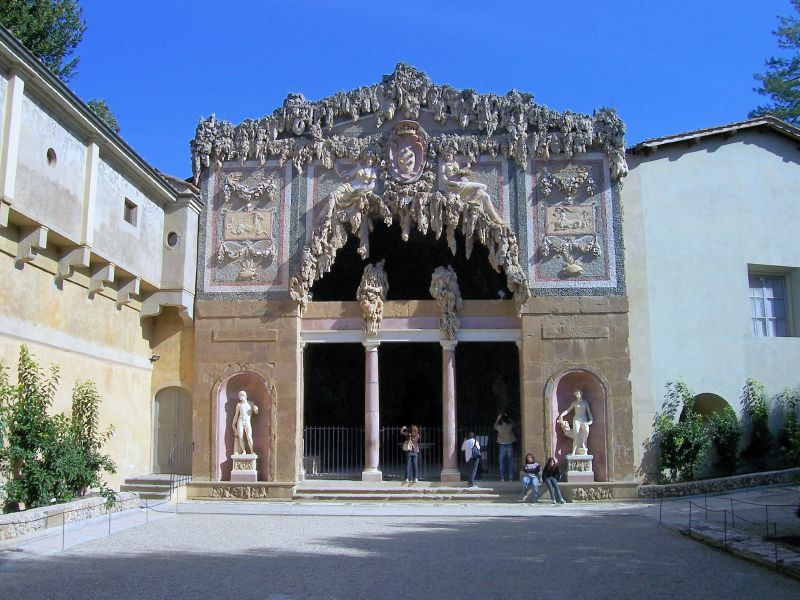
L'entrée de la Grotta del Buontalenti (et le corridor de Vasari passant à gauche).

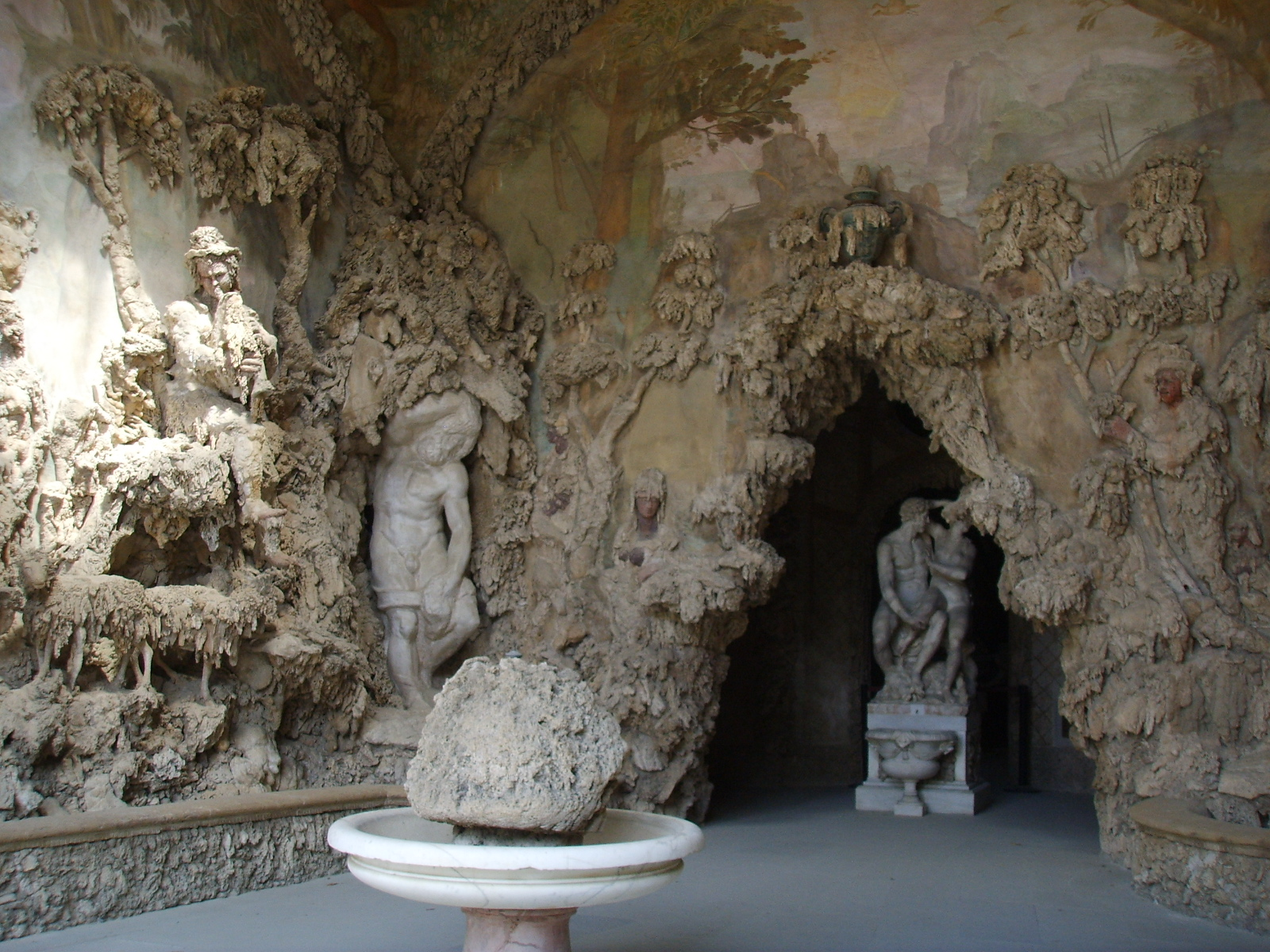
La première salle

La grotte de Buontalenti (Grotta del Buontalenti) se situe au palais Pitti près du jardin de Boboli, à Florence, en Toscane, région de l'Italie.

## Histoire
Elle a été commanditée par le grand-duc de Toscane François Ier de Médicis, initiée par Giorgio Vasari, commencée par Niccolò Tribolo avant 1550, puis continuée par Bartolomeo Ammanati en 1570, et achevée entre 1583 et 1593 par l'architecte de la cour de Toscane, Bernardo Buontalenti.
Elle s'inscrit dans le goût grotesque de l'architecture du jardin à l'italienne.
La grotte artificielle est un chef-d'œuvre de l'architecture et de la culture maniériste et représente un très singulier mélange entre architecture, peinture et sculpture. Jusqu'en 1924 y figuraient les originaux des quatre sculptures d'esclaves, des Inachevés de Michel-Ange, les Prisonniers aujourd'hui exposés dans le couloir d'entrée (Galleria dei Prigioni) de la Galleria dell'Accademia de Florence.
Le corridor de Vasari la longe en arrivant au palais Pitti (à gauche sur la photographie) : 

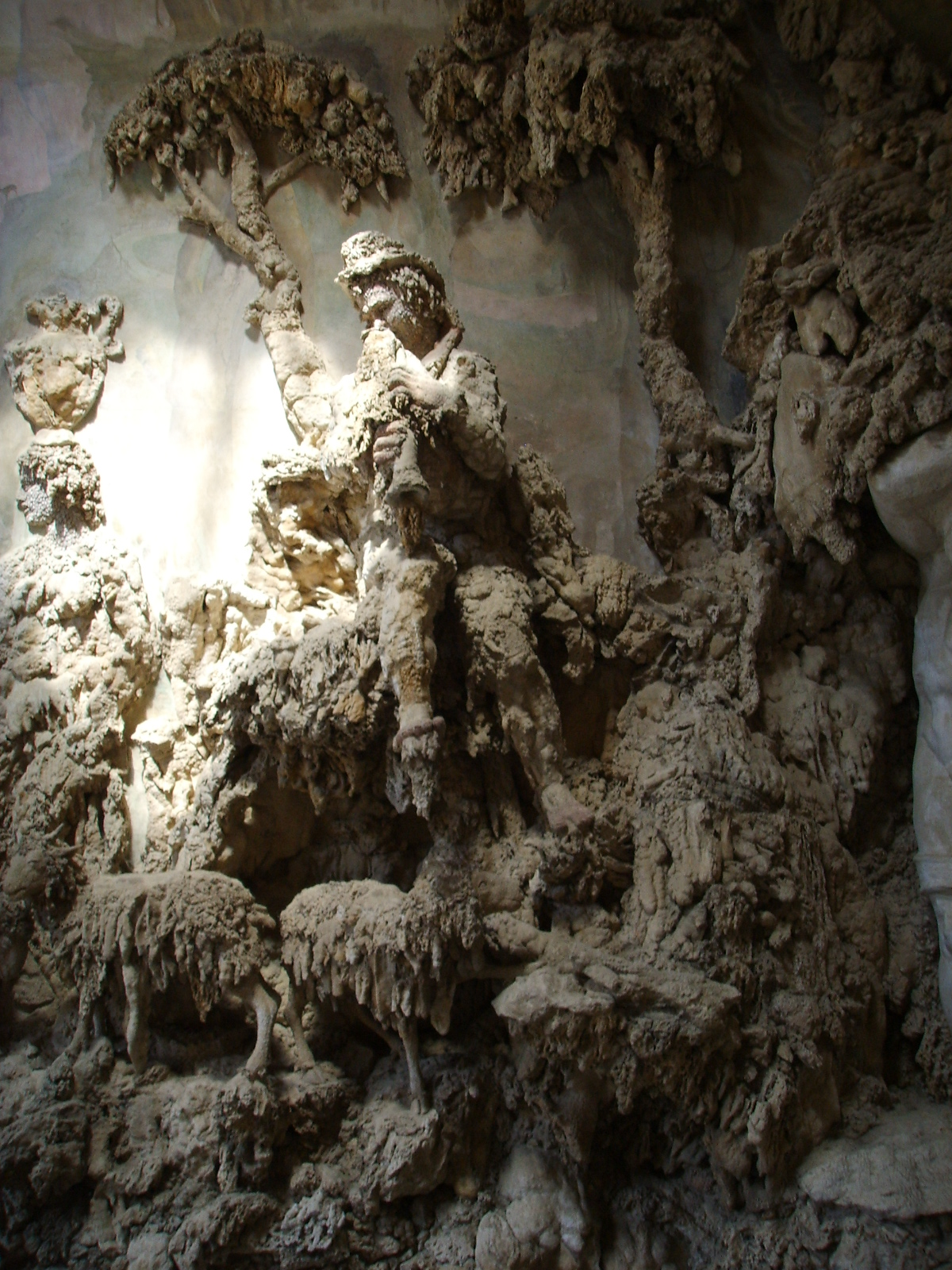
Figures grotesques de la première salle
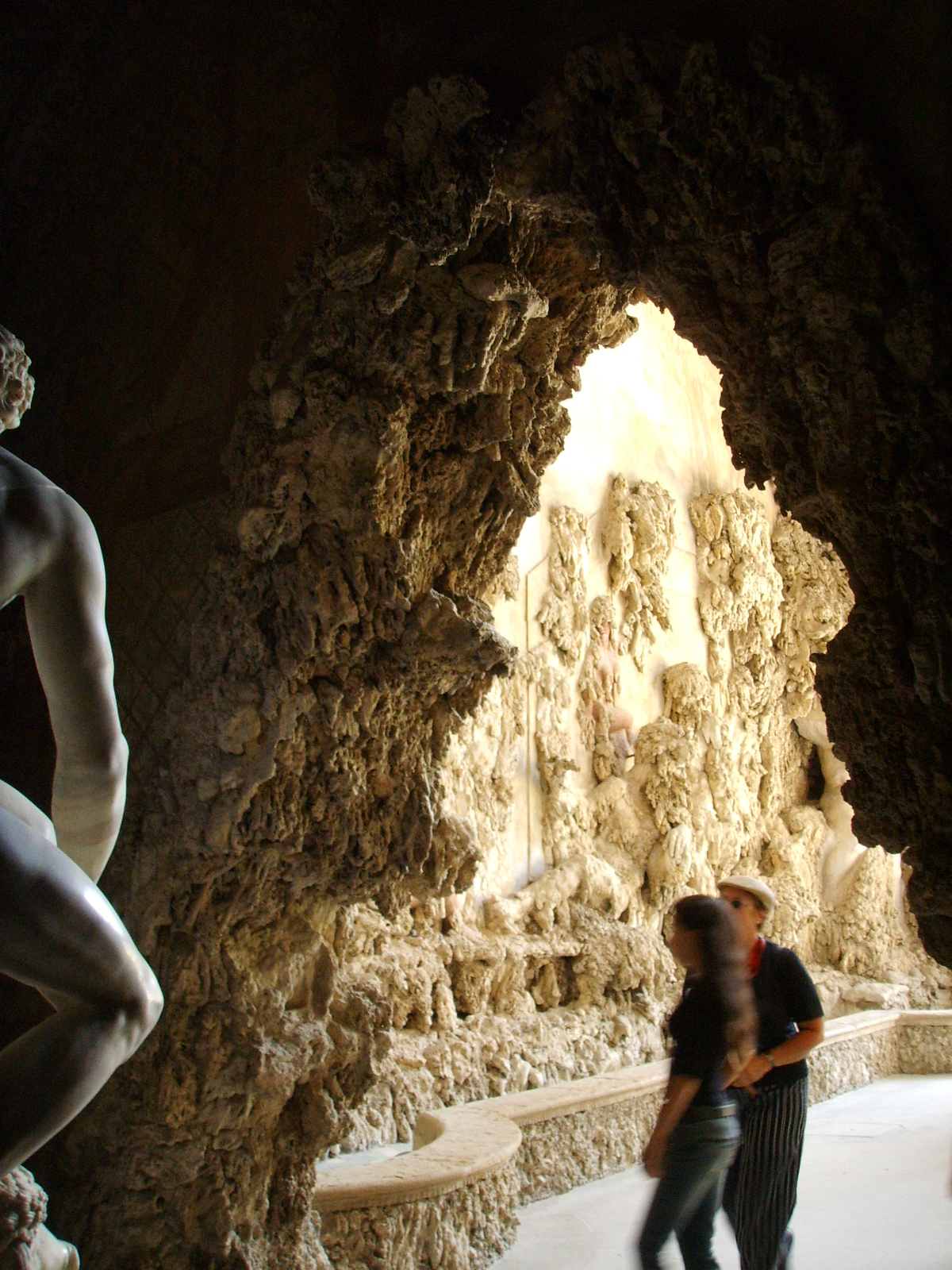
Passage entre la première et la deuxième salle
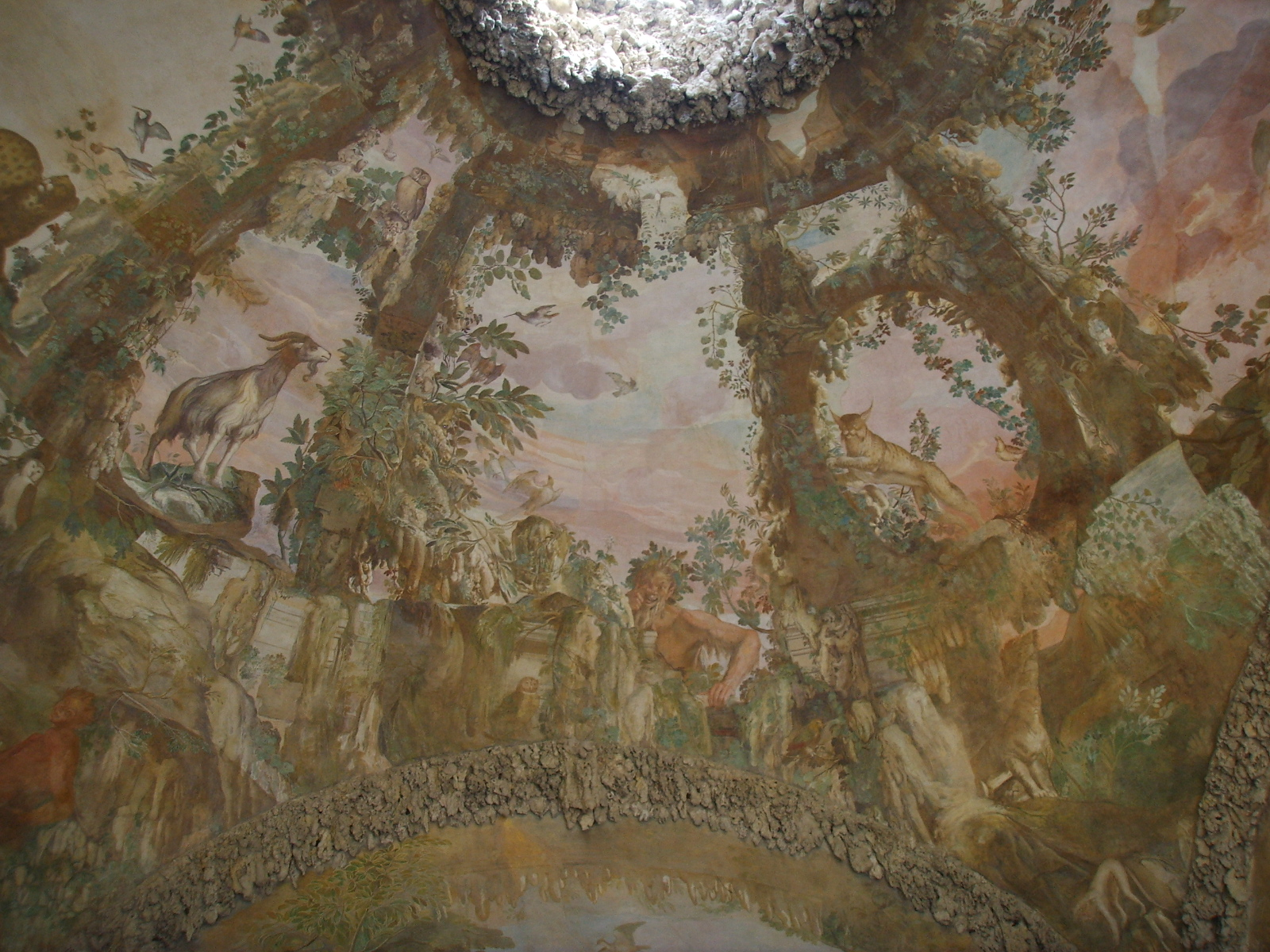
Plafond au Lynx et à la Chèvre
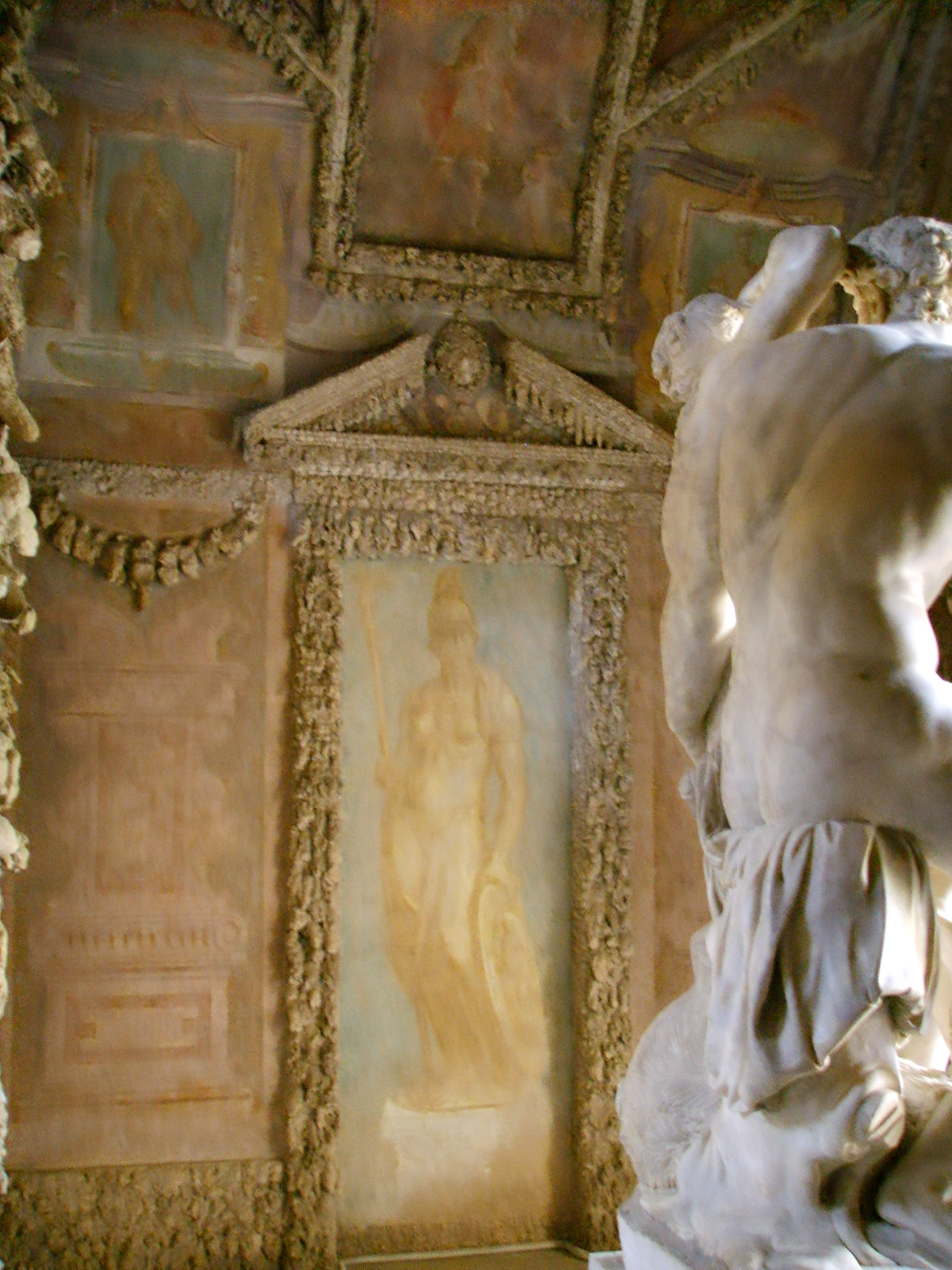
Décoration avec Minerve

## L'entrée

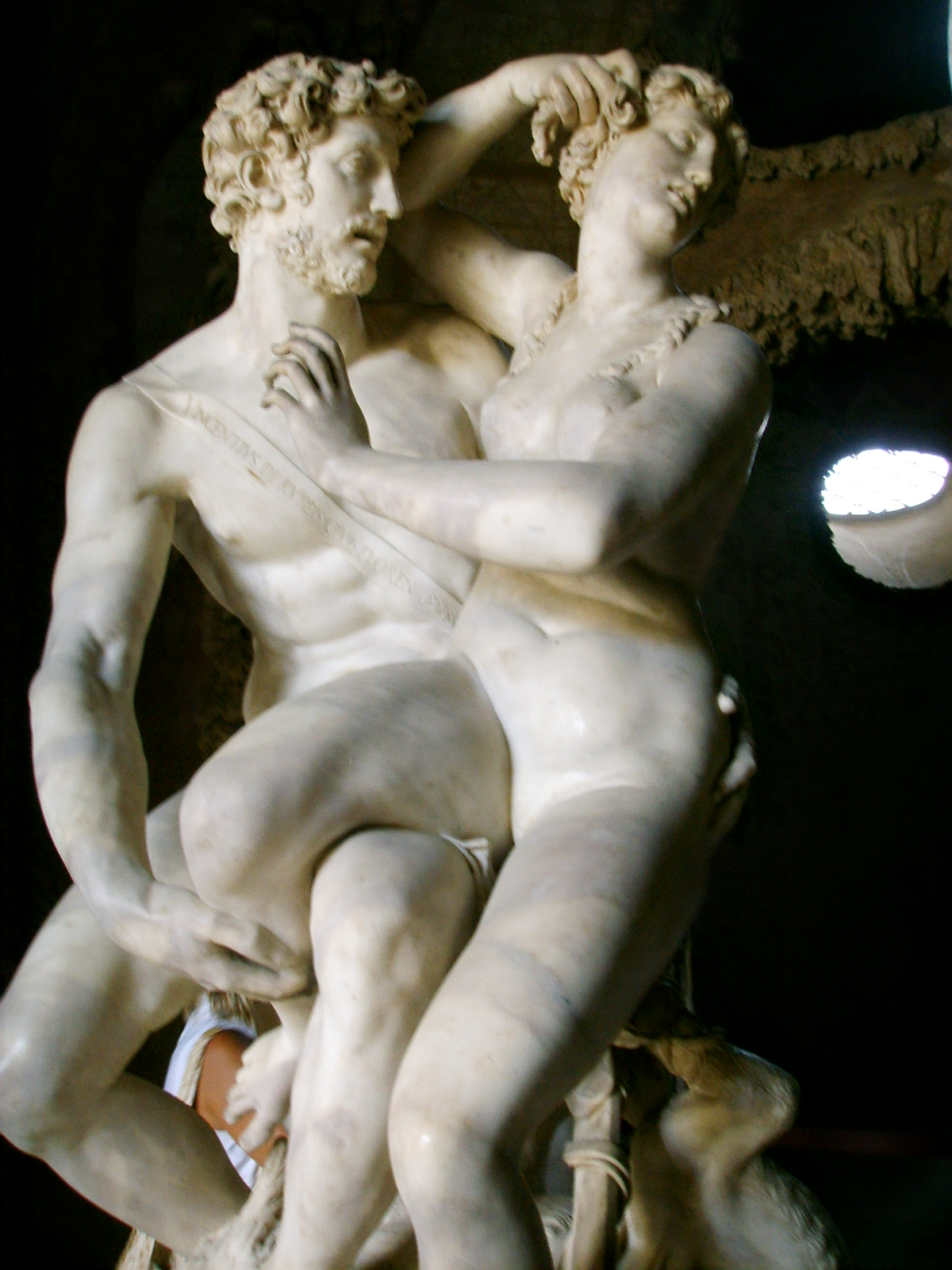
Pâris enlevant Hélène

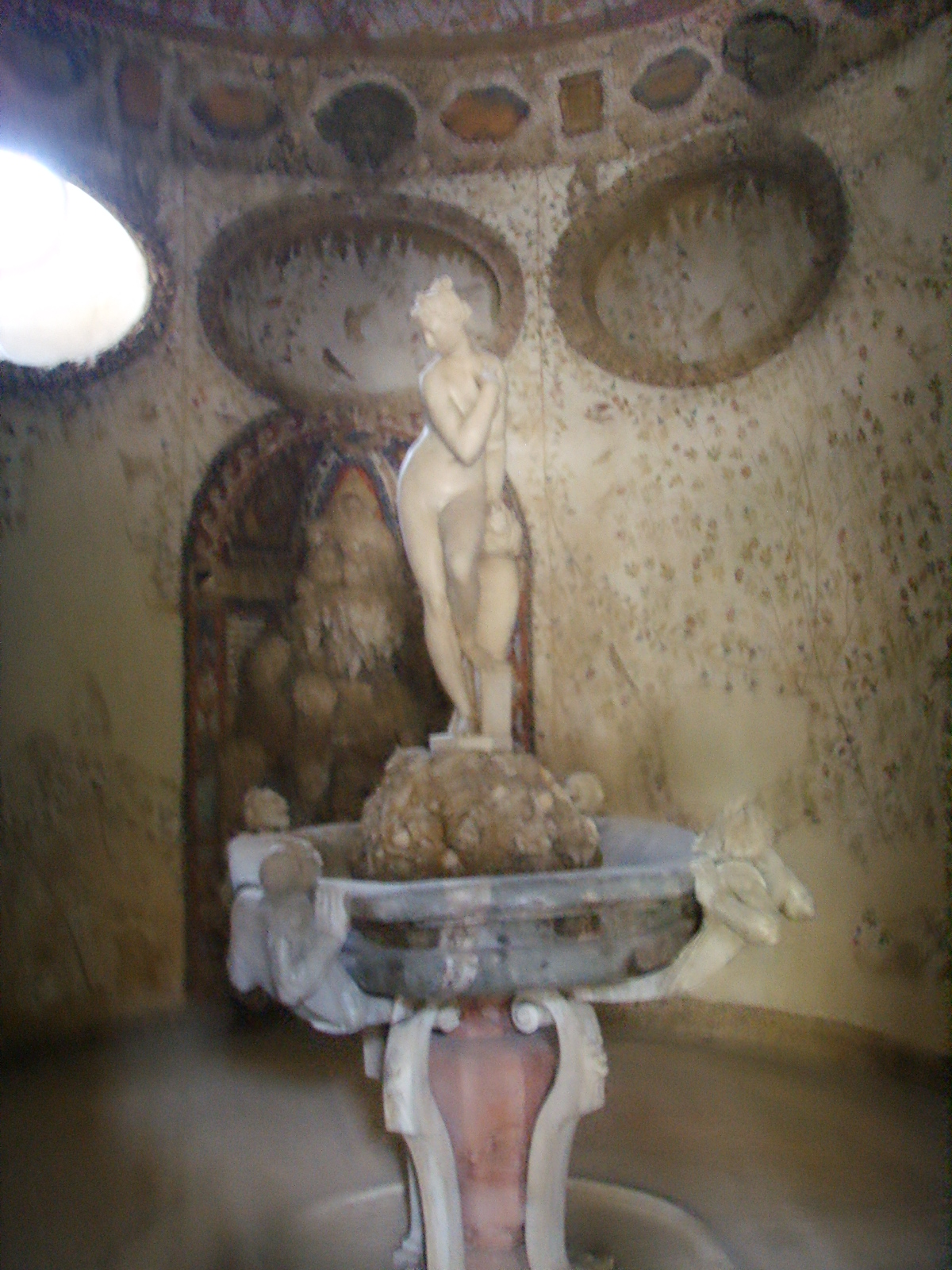
Vénus sortant du bain

C'est une entrée large comportant deux colonnes surmontées d'une architrave, portant avec des concrétions spongieuses semblables à des stalagmites semblant « coulées » de l'ouverture supérieure, où on trouve des concrétions analogues semblables aux stalactites typiques des grottes.
Deux niches de part et d'autre, contiennent les statues de Cérès et d'Apollon, des sculptures de Baccio Bandinelli.
La partie supérieure est décorée de deux panneaux en mosaïque de galets colorés. Le tympan est décoré également des concrétions spongieuses sur chaque bord, avec au centre, les armoiries des Médicis. Deux figures féminines y reposent, en bas-relief de mosaïque.

## La première salle
Des roches, des stalactites, des roches spongieuses et tourmentées, des coquillages semblent prendre vie, en composant des figures anthropomorphes et zoomorphes, sculptées par Pietro Mati, symbolisant l'ordre et l'harmonie émergeant du chaos, thème de l'alchimie chère à François Ier de Médicis.
Aux angles s'intègrent les quatre Prisonniers de Michel-Ange (aujourd'hui remplacés par des copies), sculptures de l'Inachevé qui semblent émerger de la roche informe avec force. C'est aussi la scène d'une grotte naturelle dans laquelle se réfugient les bergers (sur les fresques ou en modelage) pour se défendre des animaux sauvages.
Les fresques de Bernardino Poccetti se fondent dans les autres éléments, en se poursuivant jusqu'au plafond décoré comme une pergola illusionniste avec un oculus au centre duquel filtre la lumière.
Les jeux d'eau (absents aujourd'hui) faisaient perler l'eau des plafonds, vers les vasques et bassins disposés autour. À l'aplomb de l'oculus du plafond se trouvait un bassin avec des poissons, il en reste aujourd'hui une fontaine avec une roche ancienne posée dessus.

## La deuxième salle
Dans la deuxième salle, plus petite, on retrouve les mêmes décorations de stalactites et de coquillages et de fresques. Sur les murs latéraux sont peintes Giunione et Minerva dans deux niches illusionnistes à tympans. Au centre un groupe de marbre Pâris enlevant Hélène est de Vincenzo de Rossi (1560).

## La troisième salle
La dernière salle est aussi présentée comme une grotte, avec un ciel fictif dans lequel volent des oiseaux. La chambre est dominée par la fontaine de Vénus sortant du bain de Giambologna ; du bassin de marbre surgissent en grimpant quatre satyres malicieux qui l'aspergent d'eau.
Un ensemble mythologique et philosophique qui introduit par l'émerveillement de la nature de la première salle, développe ensuite la crainte de la séparation dans la deuxième, puis se termine en apothéose par la vision de la beauté parfaite de Vénus dans la troisième.

## Sources
- (it) Cet article est partiellement ou en totalité issu de l’article de Wikipédia en italien intitulé « Grotta del Buontalenti » (voir la liste des auteurs).